# 뉴 월드 미션
뉴 월드 미션은 초거대 오컬터와 주경 4m의 우주망원경 하나를 띄워 외계 행성을 찾아낼 예정인 우주망원경이다. 관측은 제임스 웹 우주망원경이 첫 관측을 시작한 이후에 사용할 예정이다.

## 역사와 제작배경
NIAC에서 처음 나온 개념으로, 2005년에서 2008년까지 미국 정부에서 연구 자금을 지원 받았다. 이후 NASA, JPL, Caltech, 콜로라도 대학교, 볼 에어로스페이스, 노스럽 그러먼, SwRI 등이 참여해 개발하기로 결정했다. 이후 최종적으로 미국 의회가 4m의 주경을 가진 우주망원경에 30억 달러를 배정받고, 초대형 오컬터에 7억 5000만 달러를 배정받았다. 그러나 예산이 바닥나면서 현재 뉴 월드 미션은 무기한 중단되었다.

## 지원, 개발, 투자
- NASA
- JPL
- Caltech
- 콜로라도 대학교
- 볼 에어로스페이스
- 노스럽 그러먼
- SwRI

## 같이 보기
- 코로나그래프
- 우주 차광판